# Joseph Schülein
Joseph Schülein, né le 31 mars 1854 à Thalmässing en Bavière (Allemagne) et décédé le 9 septembre 1938 au château de Kaltenberg à Geltendorf) est un propriétaire de brasseries et philanthrope allemand.

## Biographie
Fils d'une famille juive de Franconie, il travaille d'abord comme banquier à Munich avant de racheter, avec son frère Julius, la brasserie Fügerbräu en faillite dans la Äußere Wiener Straße dans le quartier Haidhausen de Munich, l'actuelle Einsteinstraße. En 1895 ou selon d'autres sources dès 1885, ils fondent la Unionsbrauerei Schülein & Cie. 

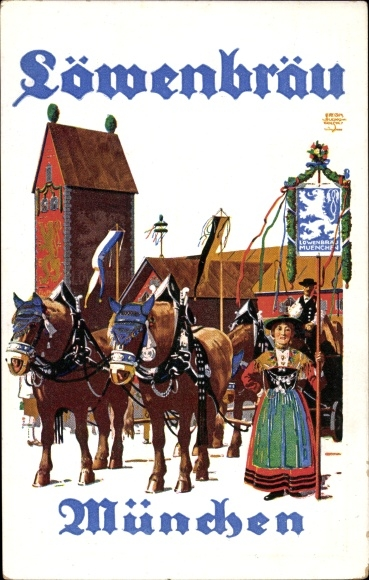
Réclame pour la bière Löwenbräu - 1928

L'entreprise, qui connaît une croissance rapide, est transformée en société anonyme en 1903. La reprise de la Münchner-Kindl-Brauerei en 1905 permet à l'entreprise d'acquérir de nombreuses auberges, dont la Munich-Kindl-Keller à Haidhausen, qui compte 6 000 places assises. En janvier 1921, les brasseries Unionsbräu et Löwenbräu fusionnent avec effet rétroactif au 1er octobre 1919. Hermann Schülein, le fils de Schülein, joue un rôle décisif dans cette fusion et devient, à partir de 1924, directeur général de la nouvelle société, qui opère sous le nom plus connu de Löwenbräu. Fin 1921, l'entreprise fusionne avec la Bürgerliches Brauhaus München.
Vers la fin de la Première Guerre mondiale, Schülein acquiert le château de Kaltenberg avec la brasserie, le domaine agricole et la tourbière d'Emming fondés en 1870, qu'il exploite avec son fils cadet, le Dr Fritz Schülein. Grâce à des fondations foncières, Schülein subventionne la construction d'une cité avec des logements sociaux sur l'actuelle Schüleinplatz à Berg am Laim, un des secteurs de Munich. Son engagement social varié comprend également le parrainage annuel de 30 à 40 jeunes enfants, qu'il habille et reçoit,.
Schülein est marié à Ida Baer (décédée en 1929), avec qui il a six enfants,. En 1902, la famille s'installe dans un prestigieux immeuble résidentiel construit par Leonhard Romeis au 7 de la Richard-Wagner-Straße, et Schülein donne plus tard en dot à sa fille Elsa un autre terrain dans la même rue, permettant ainsi à son gendre, le chirurgien Alfred Haas (1878-1978), de construire une clinique privée au numéro 19,
En tant que juif, il se trouve en butte à un antisémitisme grandissant, et sa bière juive fait l'objet d'un boycott. Schülein abandonne donc son poste au conseil de surveillance de la brasserie Löwenbräu en 1933 et se retire dans sa propriété de Kaltenberg, où il meurt le 9 septembre 1938. Il est enterré au nouveau cimetière juif, au nord de Munich.
Cinq de ses enfants ont déjà émigré avec leur famille en 1938, dont son fils Hermann, qui est devenu directeur des brasseries Liebmann à New York.
Le plus jeune fils, Fritz, est arrêté le soir de la nuit de Cristal à Kaltenberg, mais réussit à s'enfuir aux États-Unis après une détention préventive dans le camp de concentration de Dachau. Le domaine familial du château de Kaltenberg est aryanisé et ne sera restitué qu'en 1949. 
En 1948, les Schülein retournent en Allemagne pour récupérer leur bien. Au milieu des années 50, ils vendent leur propriété de Kaltenberg. Le nouveau propriétaire est la maison de Wittelsbach. Aujourd'hui, le château de Kaltenberg produit 340 000 hectolitres de bière par an sous la dénomination König Ludwig. La brasserie est dirigée par le prince Luitpold de Bavière.
L'écrivaine américaine Danielle Steel est également une descendante de la famille Schülein. Joseph Schülein est le frère du grand-père de Steel.

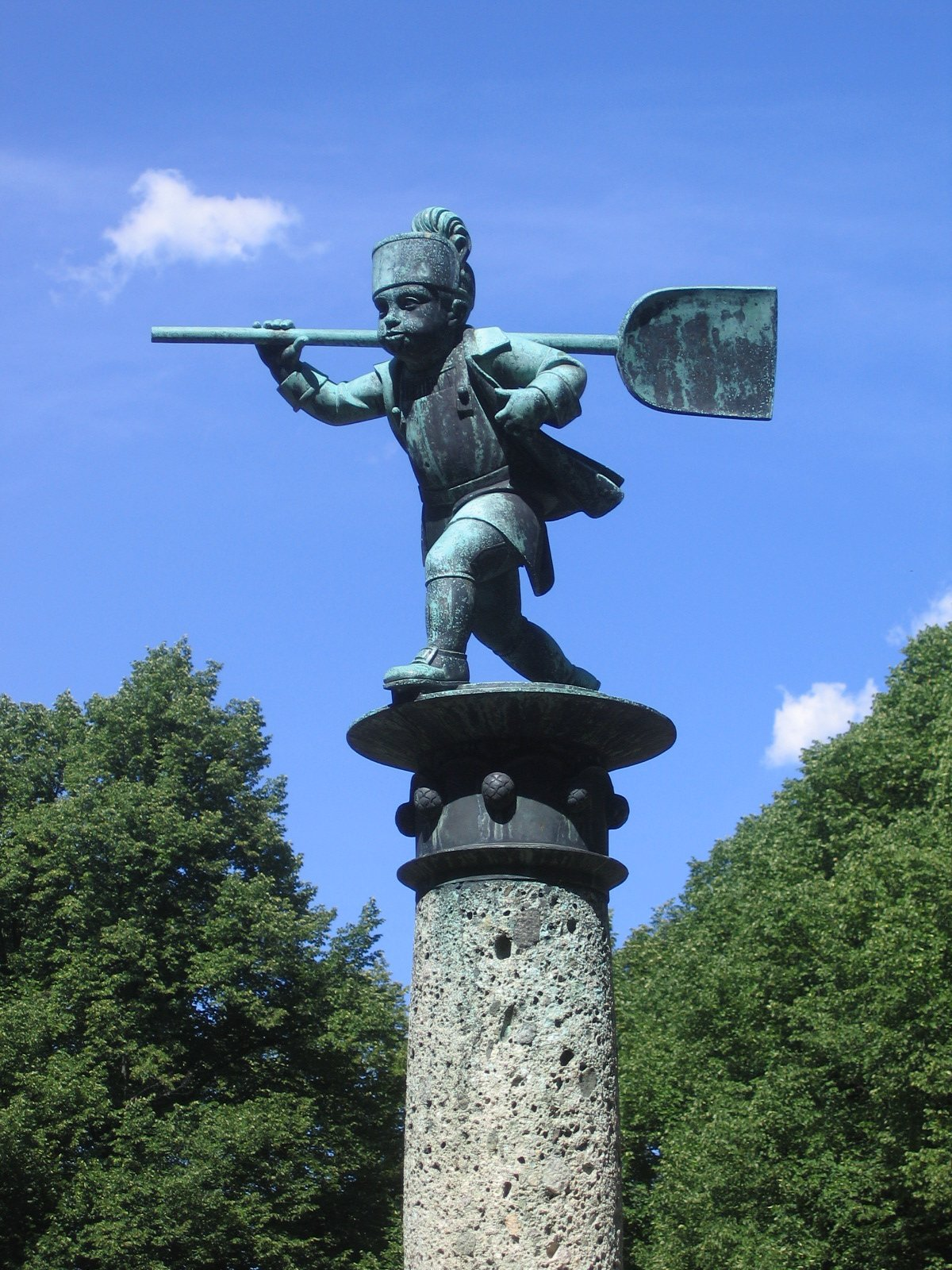
Le petit malteur sur la fontaine Schülein

## Les hommages
À Berg am Laim, un secteur de Munich, une petite rue et la place où se trouve la fontaine Schülein, offerte en 1928, sont nommées en l'honneur de Schülein. La Schüleinstraße et la Schüleinplatz sont renommées Halserspitzstraße et Halserspitzplatz par les dirigeants nazis, mais le 7 août 1945, les noms originaux sont rétablis.